# Минский, Михаил
Михаил Минский (урождённый Михаил (Григорий) Спирин (Спиридонов)) (12 августа 1918, Багаево, Татарстан — 9 октября 1988, Зволле Нидерланды), также известный как Мино Минцер, а среди украинцев как Михайло Минский — русский и украинский камерный, эстрадный и оперный певец (баритон). Исполнитель русских, казачьих и украинских народных песен, солист и дирижёр Хора донских казаков Сергея Жарова.

## Биография

### Молодые годы
Уже в раннем возрасте Михаил Минский играл на баяне. В 1935 году поступил на рабфак (рабочий факультет), потом изучал геологию в Казанском университете. В 1941 году был принят в Академический хор и был избран Марией Владимировной Владимировой для поездки в Московскую Консерваторию.

### Вторая Мировая война
2 августа 1942 году был призван в армию. Перед этим прошёл курсы военной подготовки в Саратове. Попал в плен, принудительно работал на венгерской границе, его хозяин оказался певцом Хора донских казаков Платова.

### Лагеря
С 1945 по 1948 году находился в различных лагерях для беженцев. 3 ноября 1945 году в Бад Хершфельде был создан интернациональный хор «Трембита» под руководством профессора Цепенда. Этот хор давал много концертов в других лагерях, в том числе в 1946 году в Ингольштадте и 15 ноября 1948 году в Бад Киссингене. Впоследствии Михаил переехал в лагерь Карлсфельд. В этом лагере много делалось в области культуры, и когда лагерь был закрыт, беженцы были разделены по лагерям Берхтесгаден и Миттенвальд. В 1946 году в Регенсбурге Михаил встретился с известным членами Украинского хора бандуристов.

### Америка, украинский период
Вместе с хором бандуристов Михаил был приглашён в Америку. Прибыл в США 5 мая 1949 года и был в том же году принят в Белом Доме. Михаил обосновался в Нью-Йорке, учился там на стипендию. Начал выступать в операх и опереттах, среди прочего 2 октября 1949 году в Мэнсоник Аудиториум. Дебютировал в 1953 году в Карнеги Холл, пел в 1954 году в «Аиде» в Филадельфии. Далее в этот период активно участвовал в культурной жизни украинской диаспоры. Выступал во всех больших городах Америки и Канады, где в то время была украинская диаспора. Первая пластинка была записана в 1950 году, а в последующий период до 1962 года было записано ещё 20 с известными украинскими композиторами из диаспоры, такими как Николай Фоменко, Игорь Соневицкий, В. Грудинин, профессор Ж. Б. Рудницкий, В. Гавриленко и Степан Ганушевский. Позже выступал солистом в хоре бандуристов и работал вместе с Иваном Задорожным, Владимиром Божиком и Григорием Китастым.
21 февраля 1953 году Михаил принял американское гражданство и изменил свою фамилию со Спирина на Минский. В 1971 году его 50-летний юбилей был отпразднован украинской общиной гала-концертом, и в том же году он совершил концертное турне по украинским центрам в Великобритании.

### Бандуристы
В 1958 г. совершил турне по Канаде и Америке с квинтетом «Бандуристы» для рекламы хора бандуристов. 18 ноября 1958 г. пел во время турне по Европе (Англия, Швейцария, Швеция, Дания и Голландия) с хором бандуристов в Концертном здании в Амстердаме. В то время он жил в Детройте. С 1946 г. и до 1984 г. не раз возвращался в этот хор в качестве солиста. В 1959 г. он обучался на стипендию в Риме и был принят римским папой.

### Казацкие хоры
В начале 1960-х годов пел в хоре черноморских казаков и выступал в качестве гостя в «Родыне» в Гамбурге (1962—1964 гг.), а когда «Родына» 31 марта 1966 года закрылась, пел в 1966—1968 гг. в «Даче» в Гамбурге. На стипендию он обучался в Новом Орлеане и пел там «Паглиаччи». В начале 1963 г. он пел в Ла-Скала в Филадельфии. С 1 сентября 1963 г. по 31 августа 1964 г. он пел в опере в Гельзенкирхене.
С 1948 г. работал по контакту с хором донских казаков Сергея Жарова, но осенью 1964 года, Михаил Минский согласился с предложением и в Люцерне стал членом Хора Сергея Жарова. До весны 1979 года он оставался у Жарова. 22 апреля 1966 года он опять дал концерт в Мэнсоник Аудиториум. И в тот же период он выступал во Фрэндз Академи с Людмилой Азовой. В тот момент Михаил проживал уже большую часть своего времени в Европе.

### Австралия
В 1972 году и 1984 году Михаил совершил турне по Австралии, которое было спонсировано Объединёнными Украинскими организациями. После этого он продюсировал запись серии пластинок с Венским симфоническим оркестром под руководством Андрея Гнатышина, В. Гавриленко и Германа Кропачека. В 1978 году переехал навсегда в Голландию.

### Голландия
7 января 1980 году он основал в Зволле смешанный Славянский хор Зволле. Спустя несколько месяцев этот хор дал уже свой первый большой концерт и появлялся в ряде телепередач. По случаю этого успеха он был приглашён руководителем в Гаагский любительский хор уральских казаков (1982—1984 гг.). С 1984 года по 1988 год он был музыкальным руководителем Уральского казачьего хора в Германии. Ещё он совершал концертные поездки с Волжскими казаками. Осенью 1984 году он положил начало любительскому казачьему хору в Райсвайке, но он констатировал в автобиографии, что и это было не то, и когда пришло приглашение от Отто Хофнера (менеджер и друг Сергея Жарова) опять запустить оригинальный Хор донских казаков Сергея Жарова с Николаем Гедда в качестве солиста (согласно желанию Жарова), Михаил Минский не сомневался и дирижировал в 1986 г. во время турне на крупнейших концертных сценах Германии. Когда Николай Гедда, однако, не захотел петь каждый день, а Михаил Минский заболел, Отто Хофнер не захотел далее продолжать.

### Тысячелетие
10 мая 1988 года Минский получил из рук бургомистра Лоопстра премию магистра права Виллема Бартьес по случаю того факта, что он сделал город Зволле знаменитым на весь мир. Оставшееся время жизни Михаил Минский потратил на организацию празднования в Голландии тысячелетнего юбилея со дня основания русской православной церкви. Это национальное празднование произошло в Зволле (Голландия) 30 сентября 1988 года в присутствии церковных высокопоставленных лиц и Её Величества Королевы Беатрикс. Спустя девять дней Михаил Минский умер.